# Gueltat Sidi Saad
Gueltat Sidi Saad (em árabe: قلتة سيدي سعد) é uma cidade e comuna localizada na província de Laghouat, Argélia. Segundo o censo de 2008, a população total da cidade era de 12 567 habitantes.